# Jan Czerski (duchowny)
Jan Czerski (ur. 12 maja 1813 w Warlubiu, zm. 22 grudnia 1893 w Pile) – duchowny niemiecki polskiego pochodzenia, organizator parafii niezależnej w Pile.

## Życiorys
Pochodził z rodziny drobnoszlacheckiej z Kociewia. Kształcił się w Królewskim Katolickim Gimnazjum w Chojnicach i Gimnazjum św. Marii Magdaleny w Poznaniu. Już jako uczeń szkoły średniej wykazywał duże zainteresowanie teologią i biblistyką. Prowadził dysputy teologiczne ze swoimi profesorami za co został usunięty karnie ze szkoły w Chojnicach. Ukończył wyższe seminarium duchowne w Poznaniu. W czasie studiów filozoficzno-teologicznych dał się poznać jako wytrwały badacz i autor referatów na temat interpretacji treści zawartych w Biblii. W 1842 roku przyjął święcenia kapłańskie i został księdzem archidiecezji poznańsko-gnieźnieńskiej. W latach 1842–1844 pracował jako wikary przy katedrze w Poznaniu (1842), a następnie w parafiach rzymskokatolickich w Wirach (1843) oraz w Pile (1844). 
Był sympatykiem niemieckich teologów Antona Theinera i Johannesa Rongego oraz jednym z realizatorów idei Katolickiego Kościoła Niemieckiego. Za głoszone z ambony poglądy spotykał się z krytycznym stanowiskiem swoich zwierzchników. Gorszyło również ich jego podejście w kwestii celibatu. W 1844 roku trafił jako wikary do parafii przy kościele św. Jana Chrzciciela i Jana Ewangelisty w Pile. Tutaj za jawne życie w konkubinacie z daleką krewną, Marianną Gutowską został suspendowany. Porzucił więc służbę w Kościele rzymskokatolickim i wystarał się sądownie o możliwość zawarcia związku małżeńskiego. Do ślubu Jana Czerskiego i Marianny Gutowskiej doszło na początku 1845 roku. Udzielił go pastor Karl Grützmacher, który był proboszczem parafii luterańskiej w Pile. 
W 1845 roku Jan Czerski zerwał formalnie z Kościołem katolickim i zorganizował niezależną gminę wyznaniową w Pile. Spotkała go za to kara ekskomuniki. Był uczestnikiem separatystycznego synodu w Lipsku, na którym doszło do ukonstytuowania Niemieckiego Kościoła Apostolsko-Katolickiego zwanego Kościołem niemiecko-katolickim. Był jednym z liderów tej wspólnoty. Opracował ordynację kościelną tego wyznania.
W czasie Wiosny Ludów oddalił się od Kościoła niemiecko-katolickiego. Popadł w konflikt na tle doktrynalnym z bardziej od niego radykalnym w poglądach Johannesem Rongem. W późniejszych latach szukał zbliżenia z konserwatywnymi Kościołami ewangelickimi. Nawiązał współpracę ze staroluteranami. Pozostawał jednak niezależny i zachowywał w swojej parafii własną doktrynę.

## Poglądy
Jan Czerski był autorem własnego wyznania wiary, które sformułował w 1844 roku. Uznawał on za jedyne źródło wiary Pismo Święte. Odrzucał prymat papieża, kult świętych oraz beatyfikację i kanonizację. Sprzeciwiał się spowiedzi usznej, odpustom, obowiązkowym postom, celibatowi księży. Odrzucał też katolicką wiarę w czyściec.
Wprowadził do liturgii swojej gminy wyznaniowej komunię pod dwiema postaciami oraz język narodowy.